# Echites candelarianus
Echites candelarianus là một loài thực vật có hoa trong họ La bố ma. Loài này được J.F. Morales mô tả khoa học đầu tiên năm 2008.